# موريلو هنريكي بيريرا روتشا
موريلو هنريكي بيريرا روتشا (بالبرتغالية: Murilo Henrique Pereira Rocha‏) هو لاعب كرة قدم برازيلي، ولد في 20 نوفمبر 1994 في Jataí ‏ في البرازيل. لعب مع نادي بونتي بريتا ونادي غوياس.

## وصلات خارجية
- موريلو هنريكي بيريرا روتشا على موقع دوري كوريا الجنوبية (الإنجليزية)
- موريلو هنريكي بيريرا روتشا على موقع قاعدة بيانات كرة القدم.إي يو (الإنجليزية)
- موريلو هنريكي بيريرا روتشا على موقع Soccerway.com (الإنجليزية)